# Volta ao Algarve de 1996
A 22.ª volta ao Algarve teve lugar em 1996.

## Generalidades
A velocidade média desta volta é de ? km h.

## As etapas
| Etapa      | Localidades                             | km | Vencedor        | Segundo                     | Terceiro        | Duração (h, min, s) | Velocidade média (km h) | Líder da geral  |
| 1. ª etapa | -                                       |    | Cândido Barbosa |                             |                 | ?                   | ?                       | Cândido Barbosa |
| 2. ª etapa | -                                       |    | Cândido Barbosa |                             |                 | ?                   | ?                       | Cândido Barbosa |
| 3. ª etapa | -                                       |    | Alberto Amaral  |                             |                 | ?                   | ?                       |                 |
| 4. ª etapa | -                                       |    | Manuel Liberato |                             |                 | ?                   | ?                       |                 |
| 5. ª etapa | Vila Real de Santo António-Castro Marim | 75 | Carlos Pinho    | João Santos                 | Luís Machado    | 1 h 47 min 29 s     | ?                       |                 |
| 6. ª etapa | Alcoutim-Alcoutim                       | 25 | Alberto Amaral  | Jesús Blanco Villar Espanha | Jorge Henriques | 35 min 53 s         | ?                       | Alberto Amaral  |

## Classificações
| \| 1. Alberto Amaral \| 14 h 12 min 04 s \| \| \| \| 2. Jesús Blanco Villar Espanha \| a 22 s \| \| \| \| 3. Sérgio Rodrigues \| a 59 s \| \| \| \| 4. António Faísco \| a 1 min 15 s \| \| \| \| 5. Raul Matias \| a 1 min 19 s \| \| \| \| 6. Carlos Marta \| a 1 min 31 s \| \| \| \| 7. Vidal Fitas \| a 1 min 38 s \| \| \| \| 8. Cândido Barbosa \| a 2 min 03 s \| \| \| \| 9. João Santos \| a 2 min 05 s \| \| \| \| 10. Jorge Henriques \| a 2 min 19 s \| \| \| |                  |  |  |
| 1. Alberto Amaral | 14 h 12 min 04 s |  |  |
| 2. Jesús Blanco Villar Espanha | a 22 s           |  |  |
| 3. Sérgio Rodrigues | a 59 s           |  |  |
| 4. António Faísco | a 1 min 15 s     |  |  |
| 5. Raul Matias | a 1 min 19 s     |  |  |
| 6. Carlos Marta | a 1 min 31 s     |  |  |
| 7. Vidal Fitas | a 1 min 38 s     |  |  |
| 8. Cândido Barbosa | a 2 min 03 s     |  |  |
| 9. João Santos | a 2 min 05 s     |  |  |
| 10. Jorge Henriques | a 2 min 19 s     |  |  |

## Classificações Secundárias
| Classificação por pontos          | Manuel Liberato |
| Classificação do melhor escalador | Carlos Teixeira |
| Classificação da melhor equipa    | Troiamarisco    |

## Lista das equipas
| Troiamarisco       | Janotas & Simões      | W52 Paredes-Fibromade |
|                    |                       |                       |
| Gondomar-Prestígio | Recer/Boavista        | Tavira                |
|                    |                       |                       |
| Fimafra-Frutas AB  | LA Alumínios-Malveira | Siper-F. Mota         |
|                    |                       |                       |
|                    |                       |                       |